# دانگل

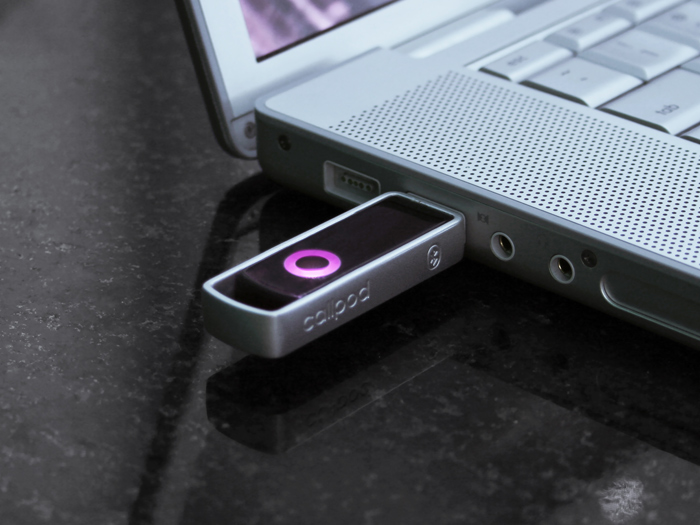
یک دانگل بلوتوثی

دانگل‌ (به انگلیسی: Dongle) در اصل در دهه ۱۹۷۰ ایجاد شد تا از نرم‌افزارهای کامپیوتری که فقط در صورتی کار می‌کنند که دانگل وصل شده باشد، حمایت کنند.
این اصطلاح در حال حاضر به‌طور کلی برای هر نوع دستگاه کوچک یا آداپتور متصل به کامپیوتر، کنسول‌های بازی، تلویزیون یا سیستم دیگر به‌طور عمومی استفاده می‌شود. به عنوان مثال: آداپتورهای WiFi، آداپتورهای بلوتوث و حتی USB flash driveها، اغلب به عنوان دانگل نامگذاری می‌شوند. دستگاه‌های دیگر شامل پخش کننده‌های رسانه ای دیجیتال مانند Amazon Fire TV Stick، کروم کست، Roku Streaming Stick, Chromebit و Intel Compute Stick می‌باشند.

### تاریخچه

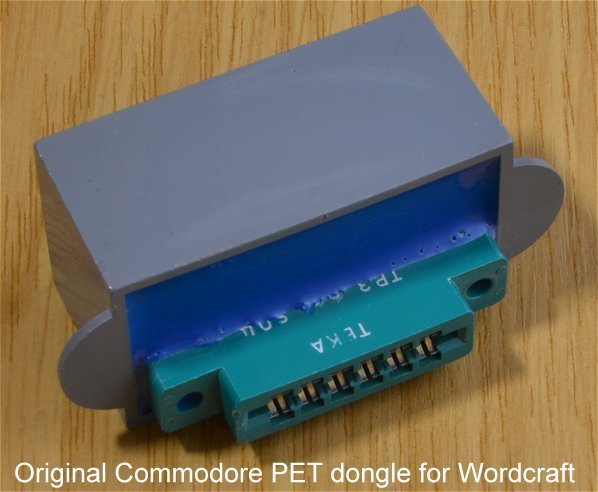
این یک دانگل اصل است که در پورت کاست کامپوادور پت رایانه ای برای محافظت از Word Processor استفاده می‌شود.

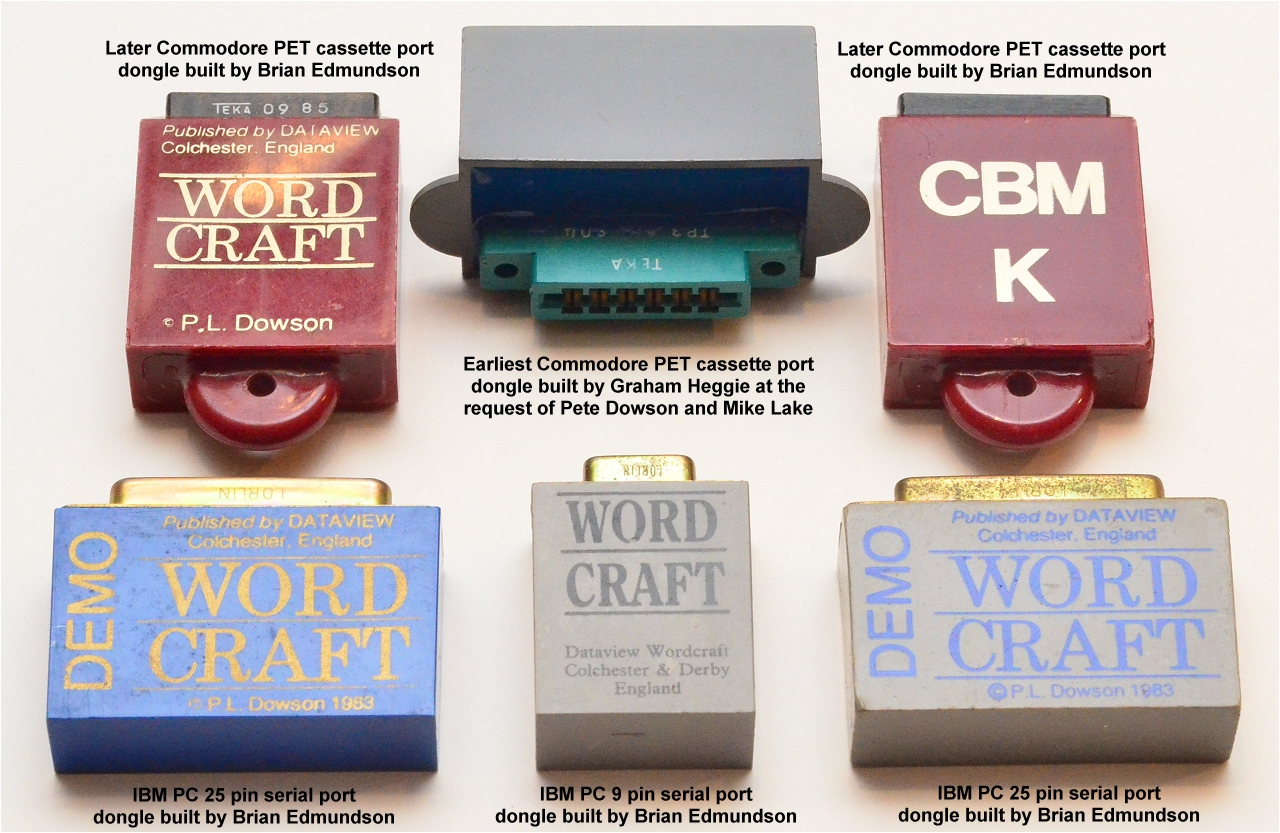
انواع دیگر سریال و موازی Wordcraft dongles

اولین نرم‌افزار تحت حفاظت دانگل در سال ۱۹۷۸ توسط گراهام هجی، پیت داوسان و مایک لیک برای حفاظت از پردازش کلمه Wordcraft که در حال اجرا بر روی کمودور پی‌ای‌تی بود، نام گذاری و اختراع شد. این شامل یک سوئیچ shift 74LS165 است که به پورت خارجی کاست در پشت PET متصل شده‌است. ۸ خط داده برای انتقال تغییرات به‌طور تصادفی به زمین یا 5V متصل شدند و پیت داوزون دستورالعمل‌های مونتاژ کننده مبهم را برای بارگذاری یک خط ساعت به ثبت رساند و بیت‌های آن را در خط دیگری نوشت. ۲۵۵ ترکیب تصادفی برای حفاظت کافی در آن زمان در نظر گرفته شدند. همین طراحی بعدها برای محافظت از Wordcraft و سایر محصولات نرم‌افزاری در ۲۵ پین موازی، ۲۵ پین سریال و ۹ پین سریالهای مختلف بر روی میکرو رایانه‌های شخصی از جمله IBM PC استفاده شد.
نام (آویختن dangle) به وجود آمد زیرا یک نوار Veroboard از سیمهای متصل به پورت کاست یک کمودور پی‌ای‌تی بر روی میز آشپزخانه گراهام هجی در هنگام ایجاد اولین دستگاه، آویزان بود. "Dangle" بعد از مدت کوتاهی گفتن جملهٔ "آن را چه بنامیم؟" تبدیل به "Dongle" شد. جلسه
اولین دانگل‌ها برای استفاده از پورت در اهداف دیگر بسته‌بندی شدند، بنابراین گذر از طریق دانگل‌ها برای اتصال به پورت موازی کامپیوتر آی بی ام توسعه داده شد تا عملیات معمول چاپگر(printer) امکان‌پذیر باشد. نکته: آی بی ام از یک اتصال موازی DB-25 استفاده می‌کند، نه ۳۶ کانکتور اصلی Centronics، هر چند کلمه " Centronics " تا به حال به عنوان نام عمومی برای پورت‌های موازی تبدیل شده‌است.

## مثال‌ها

### حفاظت در کپی کردن
- CD مبتنی بر قطعات کاتالوگی (به نام ETKA شناخته می‌شود) است که از سال ۲۰۰۰ توسط Volkswagen Group مورد استفاده قرار می‌گیرد و نیاز به یک دانگل کدگذاری شده دارد تا بتواند به یک پورت از کامپیوتر میزبان وصل شود.
- بعضی از بسته‌های صوتی دیجیتالی حرفه ای در پلت فرم Atari TOS نیاز به حضور دانگل ارائه شده در پورت کارتریج کامپیوتر داشتند تا اجرا شوند. محدوده Cubase از Steinberg و C-Lab's Creator و بسته‌های Notator اغلب اطلاعات را به دانگل ارسال می‌کنند که بعد از آن پاسخی را که توسط الکترونیک داخل کارتریج تعیین شده‌است، ارسال کند.

(هزینه‌های اضافی برای تولید دانگل توسط بالا بودن قیمت خرید نرم‌افزار (صدها پوند انگلیس) و تمایل به دزدی از نرم‌افزار محافظت نشده توجیه می‌شود. برای اطمینان از سازگاری با MIDI و سایر دستگاه‌های پخش صوتی که همچنین یک پورت کارتریج را اشغال می‌کنند، برخی از دانگل‌ها دارای یک ارتباط از طریق اتصال به آن‌ها بودند. برخی از توسعه دهنده‌ها نیز با سوکت‌های backplane طراحی شده‌اند تا دانگل‌های مختلف و منحصر به فرد را به صورت یک بسته‌بندی خاص درآورد. در نهایت، دزدان نرم‌افزاری توانستند از طریق اصلاح باینری برنامه برای پذیرش پاسخ‌های داینامیک شبیه‌سازی شده، دانگل را دور بزنند)[نیازمند منبع]

### دور زدن حفاظت از کپی
- برخی از کارتریج‌های بازی نشده دارای مجوز "daisy chain" هستند که اجازه می‌دهد بازی‌های مجاز به همراه مجوز خود به تصویب برسد، به عنوان مثال برای جلوگیری از دور زدن تراشه 10NES در Nintendo Entertainment System.

### لوازم جانبی کوچک

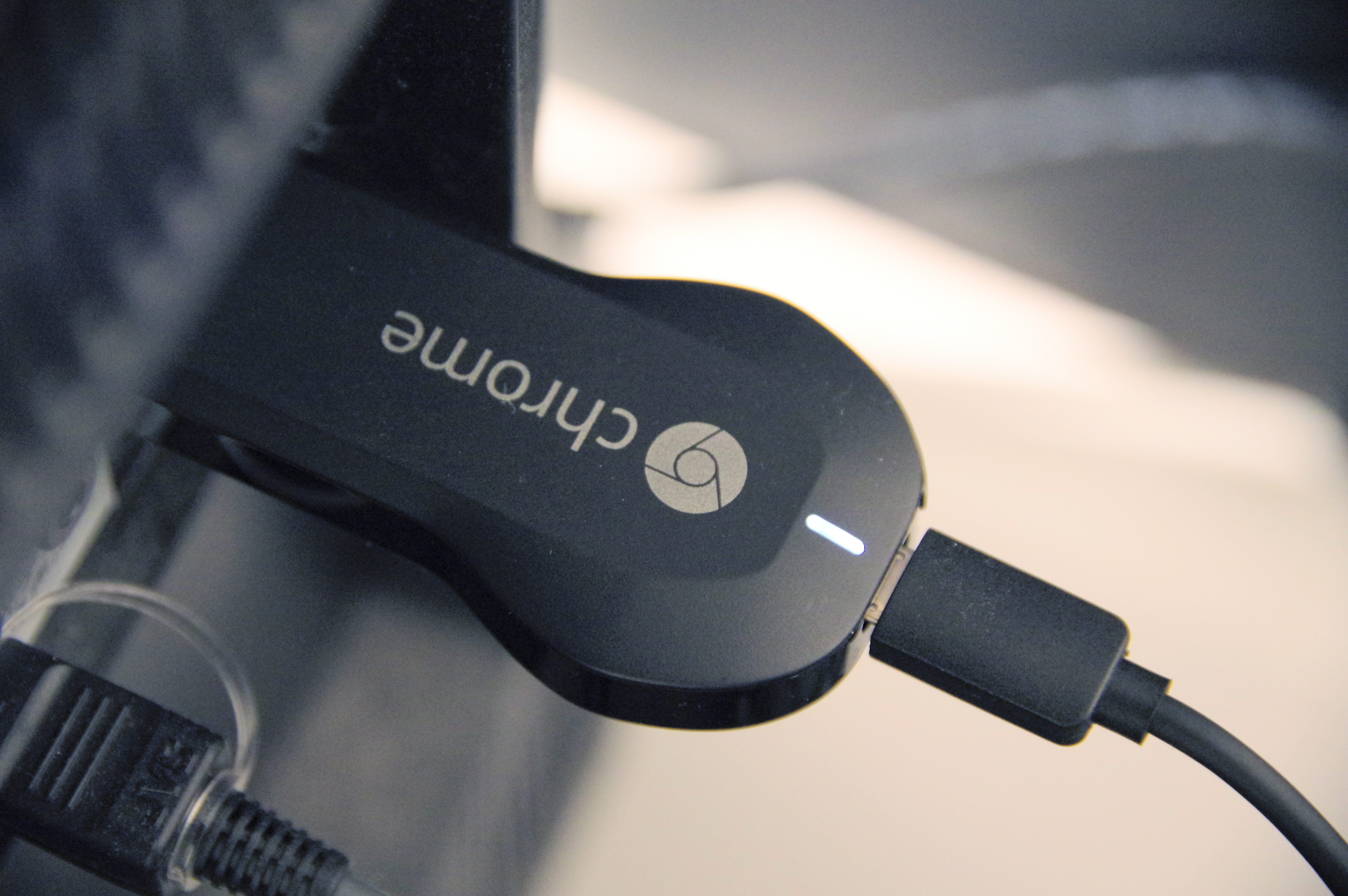
یک کروم کست به پورت HDMI تلویزیون وصل شده‌است. سیم متصل به انتهای دیگر منبع تغذیه USB است.

- دستگاه‌های کوچک که به تجهیزات دیگر برای اضافه کردن قابلیت‌ها متصل می‌شوند اغلب به عنوان dongles نامیده می‌شوند؛ برای مثال آداپتورهای مادون قرمز کنترل از راه دور موجود برای گوشی‌های هوشمند یا پخش کننده‌های رسانه‌های دیجیتال مانند کروم کست.
- MHL یک دانگل است که قابلیت سازگاری با میراث استاندارد مانند اچ‌دی‌ام‌آی که از طریق مدار تبدیل موجود در دانگل خود، کار می‌کند را دارد. دانگل‌های MHL اغلب امکان اتصال به USB و / یا شارژ دستگاه را به خوبی می‌دهند.

### آداپتورها
- کابل‌های بسیار کوتاه که جک‌های نسبتاً بزرگ را به شاخه‌های کوچکتر متصل می‌کنند، این امکان را می‌دهند که کابل‌ها را بتوان به آسانی به وسیلهٔ مورد نظر وصل کرد یا از آن حذف کرد (دارای یک محدوده از فضای خالی و قابل دسترس). به عنوان مثال دستگاه Chromecast که در بالا ذکر شده‌است، به همراه یک کابل کوتاه HDMI است و امکان استفاده از آن را در یک محدوده کوچک می‌دهد. بعضی از دستگاه‌ها با یک کابل که طول آن ثابت است متصل شده‌اند که دیگر نیازی به کابل کوتاه آداپتور نخواهد بود.

### دیگر
- آداپتورهای Cassette رادیوهای کاست را قادر می‌سازد تا از قابلیت AUX پشتیبانی کنند مانند آی‌پاد / پخش MP3 / گوشی هوشمند / دستگاه پخش سی دی.
- فرستنده‌های FM شخصی اجازه می‌دهند تا محتویات یک دستگاه پخش رسانه ای قابل حمل، دستگاه پخش سی دی قابل حمل، گوشی هوشمند، دستگاه پخش کاست قابل حمل یا دیگر سیستم صوتی، قابل شنیدن از یک رادیو FM باشد.
- اتصال IDE / PATA را می‌توان با برخی از دانگل‌ها مجدداً راه اندازی کرد:
  - درایوهای فلاپی دیسک در حالت جامد "dongles" شبیه‌سازی شده‌اند تا از شناسایی میراث اطمینان حاصل شود، به این ترتیب SD کارت‌ها برای خدمت به نرم‌افزارهای کامپیوتری قدیمی کمودور ۶۴ و اپل ۲ به کار می‌روند.
  - SD کارت‌ها به عنوان "هارد دیسک" در رایانه‌های قدیمی DOS شناخته می‌شوند.
- کنسول بازی ویدئویی قدیمی:
  - سری Everdrive از بازی کارتریج، سیستم‌های کلاسیک مانند مگا درایو Sega و نینتندو ۶۴ را فعال کرده‌است تا یک کارتریج را قادر به داشتن تعدادی از بازی‌هایی کند که قبلاً بر روی چند کارتریج از خود استفاده می‌کردند (با استفاده از یک SD کارت با ROM بر روی آنها). بنابر این می‌تواند به یک کنسول بازی واقعی اجازه دسترسی به ROMها را بدهد (یک شبیه‌ساز به‌طور معمول این کار را انجام می‌دهد).
  - Sega 32X یک افزودنی برای Sega Megadrive بود که اجازه داد یک کتابخانه ۳۲ بیتی از بازی‌ها بر روی یک سیستم که به‌طور معمول فقط ۱۶ بیت بود، بازی کند، هرچند که از داشتن خروجی ویدئوی خود و آداپتور AC رنج می‌برد.
- نینتندو دی‌اس یک پورت ثانویه کارتریج داشت که به عنوان یک دانگل برای چندین بازی عمل می‌کرد.
- اتصال به یواس‌بی، انعطاف‌پذیری بیشتری را برای دستگاه‌های مبتنی بر رایانه فراهم می‌آورد.
  - بلوتوث
  - کنترل‌کننده‌های بازی میراث دارای آداپتورهای ویژه هستند
  - خوانندگان کارت SD
  - درایوهای فلش
  - Surfstick با سیم‌کارت فعال LTE، UMTS , HSUPA و پهنای باند تلفن همراه EDGE
    - اتومبیل‌های قدیمی تر که به پخش کننده‌های سی دی خود وجود خارجی دادند اکنون می‌توانند از "شبیه سازها استفاده کنند که اجازه می‌دهد USB و SD کارت‌ها به صورت MP3 و سایر فایل‌های صوتی به عنوان "آهنگ" توسط مدار سیگنال کنترل سی دی شناخته شوند.
- آداپتورهایی پیاده‌سازی‌های کوچک را به یک رابط که معادل تمام اندازه آن است تبدیل می‌کنند و بعضی دیگر برای ارائه رابط‌های الکتریکی و مکانیکی برای کارت‌های توسعه یافته که قادر به جابجایی فیزیکی آنها نیستند، استفاده می‌شود (مانند کارت‌های توسعه PCMCIA, Compact Flash و ExpressCard که فقط چند میلی‌متر ضخامت دارند). با وجود اینکه اینها معمولاً "dongles" نامیده می‌شوند، اصطلاح جایگزین "Pig-tail" هم مورد علاقه بعضی از طرفداران صنعت فناوری اطلاعات است که با توجه به آن، ارتباط کامل را با سیم کوتاه و نازکی گسترش می‌دهد و تا حدودی یادآور پشت حیوانات گوشتخوار است. این اصطلاح تا حدودی توصیفی است و اجازه نمی‌دهد که از کلمه دانگل به جز معنی اصلی آن استفاده شود.